# Schächentaler Windgällen
Die Schächentaler Windgällen sind eine Berggruppe mit einer Höhe von 2764 m ü. M. in den Schwyzer Alpen in der Schweiz.

## Geographie
Die Schächentaler Windgällen befinden sich zwischen dem namensgebenden Schächental im Süden, dem Bisistal im Nordosten und dem Hürital im Nordwesten. Im engeren Sinne beinhalten die Schächentaler Windgällen lediglich die beiden Gipfel Höch Windgällen (2764 m) und Läged Windgällen (2573 m). Im weiteren Sinne werden sämtliche Gipfel zwischen der Chinzig Chulm im Westen und der Ruosalper Chulm im Osten zur Gruppe der Schächentaler Windgällen als Untergruppe der Schwyzer Alpen gezählt, darunter der Alpler Torstock (2621 m), der Schwarz Stock (2528 m), der Höch Pfaffen (2459 m) und der Seestock (2428 m).
Die Berggruppe präsentiert sich als schroffe, abweisende Gipfelreihe, die bis zu 1700 m über dem Schächental thront und insbesondere an den beiden Hauptgipfeln in den obersten Bereichen fast senkrechte Felswände aufweist. Mit ihrer Höhe ist der Höch Windgällen nach dem Glärnisch und dem Bös Fulen der dritthöchste Hauptgipfel der Schwyzer Alpen und einer der höchsten Voralpengipfel der Schweiz. Da die Kantonsgrenze zu Schwyz hier weit über die Wasserscheide zwischen Schächen und Muota nach Norden reicht, gehören auch die Alpweiden an den Nordhängen zum Kanton Uri; die Kantonsgrenze zu Schwyz reicht nicht näher als 4 km an den Hauptgipfel der Gruppe heran. Die beiden Windgällen liegen auf dem Gebiet der Gemeinde Unterschächen, die Gemeinden Bürglen und Spiringen haben Anteile an Nebengipfeln der Gruppe. Der Klausenpass befindet sich ungefähr fünf Kilometer südöstlich des Hauptgipfels, die nächste grössere Siedlung ist Unterschächen 3 km südwestlich. Auf der anderen Talseite des Schächentals befindet sich die höhere Bergkette von Gross Windgällen, Gross Schärhorn und Clariden, die bereits zu den Glarner Alpen gehören.

## Alpinismus
Die Schächentaler Windgällen werden alpinistisch relativ wenig besucht, da sämtliche Routen sehr anspruchsvoll sind und die auf der anderen Talseite liegenden höheren Gipfel alpinistisch attraktiver sind. Der Schweizer Alpen-Club bewertet die Normalroute über die Südostkante auf den Höch Windgällen auf seiner Wanderskala mit T6- (schwieriges Alpinwandern), eine Hochtourenroute über den Nordwestgrat mit wird mit S (schwierig) bewertet. Zudem finden sich in dessen Wänden mehr als zwanzig Kletterrouten mit einem Schwierigkeitsgrad bis 7a+. Der Läged Windgällen ist leichter zu erreichen und wird mit T5 (anspruchsvolles Alpinwandern) bewertet. Auch in seinen Wänden finden sich zahlreiche Kletterrouten bis Grad 7a. Zumindest für den Läged Windgällen weist der SAC auch zwei Winterrouten auf, die auf der Skitourenskala mit S- und S+ (schwierig) bewertet werden.
In den Gipfelbereichen der Schächentaler Windgällen und deren Nebengipfel sind weder offizielle Wanderwege noch sonstige touristische Infrastruktur vorhanden. Am nächsten führt der Bergwanderweg über die Ruosalper Chulm an die Gipfel heran, zudem führt der Schächentaler Höhenweg durch die Südhänge der Gruppe. 